# Rothschild & Co
Rothschild & Co (bis September 2015 Paris Orléans SA) ist die börsennotierte Bankholding der Bankiersfamilie Rothschild. Das Bankgeschäft des Unternehmens umfasst die drei Bereiche Global Advisory, Wealth and Asset Management und Merchant Banking.

## Geschichte

### Anfang als Eisenbahnunternehmen
1838 wurde die Eisenbahngesellschaft Compagnie du chemin de fer de Paris à Orléans (PO) gegründet. Sie besaß die Rechtsform einer Aktiengesellschaft und war mit einem Startkapital von 40 Millionen Francs ausgestattet. Zudem besaß sie eine von der französischen Regierung verliehene und auf 70 Jahre befristete Konzession, eine Eisenbahnstrecke zwischen den Städten Paris und Orléans zu errichten und zu betreiben.
Mit staatlicher Unterstützung übernahm die PO am 27. März 1852 mehrere konkurrierende Bahnen. Mit diesen Zusammenschlüssen hatte die PO fast ihre endgültige Ausdehnung erreicht.
1934 fusionierten die PO und die Chemin de Fer du Midi zur Chemin de Fer de Paris à Orléans et du Midi (PO-Midi). Um ein Netz unter Staatskontrolle zu schaffen, wurde der Eisenbahnbetrieb der PO-Midi zum 1. Januar 1938 verstaatlicht. Nach der Verstaatlichung des Bahnbetriebs verblieb der PO-Midi aber noch ein umfangreicher Immobilienbesitz.

### Übernahme durch die französischen Rothschilds

Bis 2015 verwendetes Logo

Der französische Zweig der Bankiersfamilie Rothschild übernahm nach dem Zweiten Weltkrieg die Mehrheit an der börsennotierten Gesellschaft und wandelte sie in eine Holding für ihre Bank- und Unternehmensbeteiligungen um.
Dazu zählten hauptsächlich die Banque Rothschild (Bank), die SGIM (Immobiliengesellschaft), die SIACI (Versicherungsmakler), die Francarep (Erdölgesellschaft) und die SGDBR (Weingüter).
Nach der Verstaatlichung der Banque Rothschild 1982 nutzten die französischen Rothschilds die nun Paris Orléans SA genannte Gesellschaft als Ausgangsbasis für den Aufbau einer neuen Rothschildbank in Frankreich. Schon im folgenden Jahr gründete Paris Orléans die Paris Orleans Gestion, aus der später die Rothschild & Cie Banque hervorging. Die französische Regierung untersagte die Verwendung des Namens Rothschild, erst vier Jahre später durfte sie wieder unter ihrem angestammten Namen firmieren.
Zwischen 1987 und 1994 gab Francarep ihre Erdölaktivitäten schrittweise auf und konzentrierte sich stattdessen zunehmend auf Private Equity (Unternehmensbeteiligungen). Zugleich brachte Paris Orléans seine Beteiligungen an SGIM, SIACI und SGDBR (heute Domaines Barons de Rothschild, kurz DBR) gegen einen erhöhten Kapitalanteil in Francarep ein. 2004 wurde Francarep schließlich ganz von Paris Orléans übernommen und danach integriert. Seitdem war Paris Orléans neben dem Bankgeschäft auch als Beteiligungsgesellschaft tätig.
Durch die Fusion der Bankaktivitäten des britischen und französischen Zweiges der Familie Rothschild im Januar 2008 wurde Paris Orléans SA zur zentralen Holdinggesellschaft für die Geschäfte der Familie.
Im April 2012 kündigte Paris Orléans eine umfassende Reorganisation an. Hauptsächlich sollte dabei die Rechtsform des Unternehmens von einer Aktiengesellschaft (Frankreich) in eine Kommanditgesellschaft auf Aktien (Frankreich) geändert und das Kapital von Rothschild & Cie Banque und von Rothschild Continuation Holdings gänzlich übernommen werden. Außenstehende Aktionäre dieser beiden Gesellschaften wurden mit neu ausgegebenen Aktien von Paris Orléans abgefunden werden. Mit dieser Restrukturierung sollte erreicht werden, dass neben einer gestrafften Gruppenorganisation und einer gestärkten Kapitalbasis die Kontrolle des Unternehmens durch die Familie Rothschild auch in Zukunft gesichert ist.
Im April 2015 kündigte das Unternehmen an, sich von Paris Orléans in Rothschild & Co umzubenennen. Die Namensänderung stieß allerdings bei der Edmond de Rothschild (Suisse), welche von einem anderen Familienzweig der Rothschilds beherrscht wird, auf Widerstand. Die Namen der beiden Bankengruppen seien zu ähnlich, so der Vorwurf, und die bisherige Differenzierung damit nicht mehr gegeben. Der Streit wurde im Juni 2018 beigelegt, die beiden Gruppen einigten sich, dass die jeweiligen Marken jeweils nur in der Form Edmond de Rothschild und Rothschild & Co verwendet werden, und dass der Name Rothschild im Bankgeschäft nicht in anderer Variation gebraucht wird.

## Rothschild & Co heute
Rothschild & Co hatte Ende 2022 weltweit 4201 Angestellte an 63 Standorten. Die Gruppe konzentriert sich im Bankgeschäft auf drei Geschäftsfelder:
- Global Advisory: Beratungsdienstleistungen für Fusionen und Übernahmen, sowie für deren Finanzierung;
- Wealth and Asset Management: Vermögensverwaltung für private Anleger und Institutionelle Anleger;
- Merchant Banking: Verwaltung von Private-Equity-Investments sowohl auf eigener Rechnung als auch für Dritte.

Der ehemals vierte Bereich, Bank & Asset Finance, welcher sich mit der Kreditvergabe und Strukturierung von Finanzierungspaketen beschäftigt hat, wurde seit 2008 schrittweise abgewickelt.
Das Aktienkapital von Rothschild & Co wird zu 47,1 % (53,08 % der Stimmrechte) von dem britischen und französischen Zweig der Familie Rothschild kontrolliert. Weitere 7,83 % des Aktienkapitals (10,42 % der Stimmrechte) liegen bei der Edmond de Rothschild (Suisse). Als größter familienfremder Aktionär hält die Jardine Matheson Holdings 5,93 % des Aktienkapitals (7,97 % der Stimmrechte). 36,51 % des Aktienkapitals (28,54 % der Stimmrechte) ist über die Börse breit gestreut (Stand Ende März 2015).
Die Tochtergesellschaften von Rothschild & Co werden über eine Zwischenholding, der Rothschilds Continuation Holdings AG (Zug), beherrscht. Die bedeutendsten sind (Stand Ende März 2014):
- NM Rothschild & Sons Ltd, London (100 %);
- Rothschild & Cie. Banque SCS (France), Paris (100 %);
- Rothschild Bank AG (Switzerland), Zürich (72,7 %; weitere 12,1 % des Aktienkapitals liegen bei der Edmond de Rothschild (Suisse)).

Außerdem besitzt Rothschild & Co 8,4 % des Aktienkapitals der Edmond de Rothschild (Suisse).
Anfang Februar 2023 gab die Eigentümerfamilie bekannt, dass sie die Bank durch Auskauf der Minderheitsaktionäre von der Börse nehmen möchte.